# 下奧西卡鄉
44°15′N 24°17′E / 44.250°N 24.283°E
下奧西卡鄉（羅馬尼亞語：Comuna Osica de Jos, Olt），是羅馬尼亞的鄉份，位於該國南部，由奧爾特縣負責管轄，處於布加勒斯特以西150公里，每年平均降雨量962毫米，海拔高度94米，2007年人口1,691。